# الولتون (كامبريدجشير)
الولتون (بالإنجليزية: Alwalton)‏ هي قرية و أبرشية مدنية تقع في المملكة المتحدة في إنجلترا.